# Indzhe Voyvoda
Indzhe Voyvoda es un pueblo en el municipio de Sozopol, en la Provincia de Burgas, en el sudeste de Bulgaria.